# ماري موريس نيب
ماري موريس نيب، حاصلة على رتبة الإمبراطورية البريطانية عضوةً (28 فبراير 1886-21 سبتمبر 1964) كانت معلمة جامايكية ومصلحة اجتماعية ومحسنة. أسست مدرسة موريس نيب الإعدادية وتبرعت بمبنى يستخدم كمقر للكنيسة المورافية في جامايكا بالإضافة إلى أرض لبناء مركز مجتمعي. كانت موريس نيب ناشطة في مجال حقوق المرأة وأول عضوة مجلس منتخبة في جامايكا. كانت أول امرأة تتنافس على مقعد في مجلس النواب عندما مُنح حق التصويت العام لجميع الجامايكيين.

## النشأة
ولدت ماري لينورا موريس «نورا» في 28 فبراير 1886 في كارمل في ويستمورلاند باريش في جامايكا. بدأت موريس في عام 1893 التدريس كمعلمة مساعدة في المدرسة النهارية المورافية، في نظام تعيين عرفي متعلق بنسبة التلاميذ إلى المدرسين. ساد في جميع أنحاء منطقة البحر الكاريبي قبل خمسينيات القرن العشرين أن يعمل أكثر طلاب المرحلة الابتدائية الواعدين كمدرسين مساعدين لتعويض تكلفة تعليمهم الإضافي. أصبح بعضهم في حالات معينة معلمين بدوام كامل عند اجتيازهم امتحانًا، وفي حالات أخرى أُرسلوا بعد فترة التعاقد بين الطلاب والمعلمين إلى المدارس العادية للحصول على تدريب إضافي. اتبعت موريس المسار الأخير والتحقت بكلية شورتوود للمعلمين. أصبحت موريس من مؤسسي رابطة الطلاب الخريجين أثناء التحاقها بالكلية.

## الحياة المهنية
درّست موريس في مدرسة سانت جورج للبنات بين عامي 1907-1917 ثم درّست لعامين تقريبًا في المدرسة الفرعية المركزية، ثم أصبحت مديرة مدرسة ويسلي حيث بقيت حتى عام 1928. افتتحت موريس في عام 1931- أي بعد زواجها- مدرستها الخاصة مدرسة ماري موريس نيب الإعدادية في كينغستون، في شارع 3 هيكتور في سانت أندرو باريش، والتي ورثتها قبل ذلك ببضعة أشهر عقب وفاة فرانسيس موريس.. عُرفت موريس نيب إضافةً إلى تقديمها الطعام للطبقة المتوسطة، بتقديمها تعليمًا ممتازًا وانضباطًا صارمًا. كان على الطلاب دراسة الجغرافيا والتاريخ واللاتينية والرياضيات والقراءة والتهجئة والكتابة، واكتسبت المدرسة سمعة باعتبارها «من المدارس الإعدادية الرائدة في البلاد».
شاركت في عام 1936- أو عام 1937- في تأسيس نادي جامياكا الليبرالي النسائي مع إيمي بيلي ويولالي دومينغو وإديث دالتون جيمس. تكونت المنظمة بغالبيتها من المعلمات بهدف الحث على إشراك المرأة في العمل الحكومي بما في ذلك مناصب مثل العمل في مجالس إدارة المدارس والخدمة المدنية. كانت معظم النساء من النساء السوداوات ونساء الطبقة الوسطى اللاتي رغبن في تعزيز مكانة المرأة في المجتمع على المستويين الاجتماعي والاقتصادي والسياسي. كان الزواج أحد أشكال الحماية الاجتماعية التي دافعت عنها موريس نيب. فضلت لمخاوف أخلاقية نسبيًا ولأن ترتيبات القانون العام لم تحم الأطفال بشكل كاف، إقامة حفلات زفاف جماعية من اجل تقليل تكاليف الحفل وزيادة المشاركة. عندما أرادت النساء السوداوات مثل موريس نيب المشاركة في جمعية رعاية الطفل في جامايكا، قيل لهن إنهن غير مرحب بهن. اقترحت نساء الطبقة العليا في جمعية رعاية الطفل أن تقدم النساء السوداوات العون للنساء بالخفاء. انضمت موريس نيب- ردًا على ذلك- إلى إيمي بيلي وماي فاركوهارسون والدكتور جاي لال فارما والدكتور بينجلي وآخرين في تأسيس صندوق إنقاذ الطفولة في عام 1938.
كانت موريس نيب من قيادات الكفاح من أجل حق تصويت المرأة في جامايكا، إذ كان الكفاح من أجل حق التصويت طريقة مارستها النساء منذ فترة طويلة للحصول على موطئ قدم وإظهار استعدادهن للتصويت، وأيدت موريس نيب ترشح النساء للمناصب المحلية. نظم نادي جامايكا الليبرالي النسائي في عام 1939 صفوف النساء وأدار حملة مع موريس نيب كمرشحتهم لمجلس الرعية. فازت بمقعد كينغستون/سانت أندرو باريش في المجلس، لتصبح أول امرأة تعمل كمسؤولة منتخبة في جامايكا. دٌعمت حملتها من قبل المخضرمة إديث هاو مارتين. ركز عملها في المجلس على التعليم والخدمات الاجتماعية، ودعت إلى إنشاء برامج ما بعد المدرسة والمدارس الليلية والتعليم التجاري، وذلك بتوظيف المدارس والمباني الحكومية الموجودة لهذا الغرض. تبرعت بممتلكات في شارع 15 بيرنز إلى جمعية مواطني سانت أندروز الأقل شأنًا لتسهيل إنشاء مركز مجتمعي، وكانت نشطة في برامج رعاية الفقراء والمسنين.